# 花山院忠輔
花山院 忠輔（かさんのいん ただすけ）は、戦国時代の公卿。太政大臣・花山院政長の子。一字名は忠。官位は正二位・権大納言。花山院家17代当主。後土御門天皇（103代）・後柏原天皇（104代）・後奈良天皇（105代）の三帝にわたって仕えた。

## 経歴
延徳4年（1492年）に叙爵。以降累進して左近衛中将を経て、文亀2年（1502年）に従三位となり公卿に列する。永正3年（1506年）に権中納言、永正15年（1518年）に正二位権大納言となる。しかし経済的に困窮し、永正17年（1520年）には若狭国へ下向している。一度帰京して参内し、大永4年（1524年）に右近衛大将の任命を受けたが、翌大永5年（1525年）には再び北国へ下向していった。後に再度帰京したが、享禄元年（1528年）には官職を辞して、以降朝廷に出仕することはなかった。

## 系譜
- 父：花山院政長
- 母：不詳
- 妻：不詳
  - 男子：花山院兼雄
- 養子
  - 男子：花山院家輔 - 九条尚経の次男